# Laboulbenia casnoniae
Laboulbenia casnoniae Thaxt. – gatunek grzybów z rzędu owadorostowców (Laboulbeniales). Pasożyt owadów.

## Systematyka i nazewnictwo
Pozycja w klasyfikacji według Index Fungorum: Laboulbenia, Laboulbeniaceae, Laboulbeniales, Laboulbeniomycetidae, Laboulbeniomycetes, Pezizomycotina, Ascomycota, Fungi.
Gatunek ten po raz pierwszy opisał w 1891 r. Roland Thaxter w USA na owadzie z rodziny biegaczowatych Casnonia pennsylvanica.

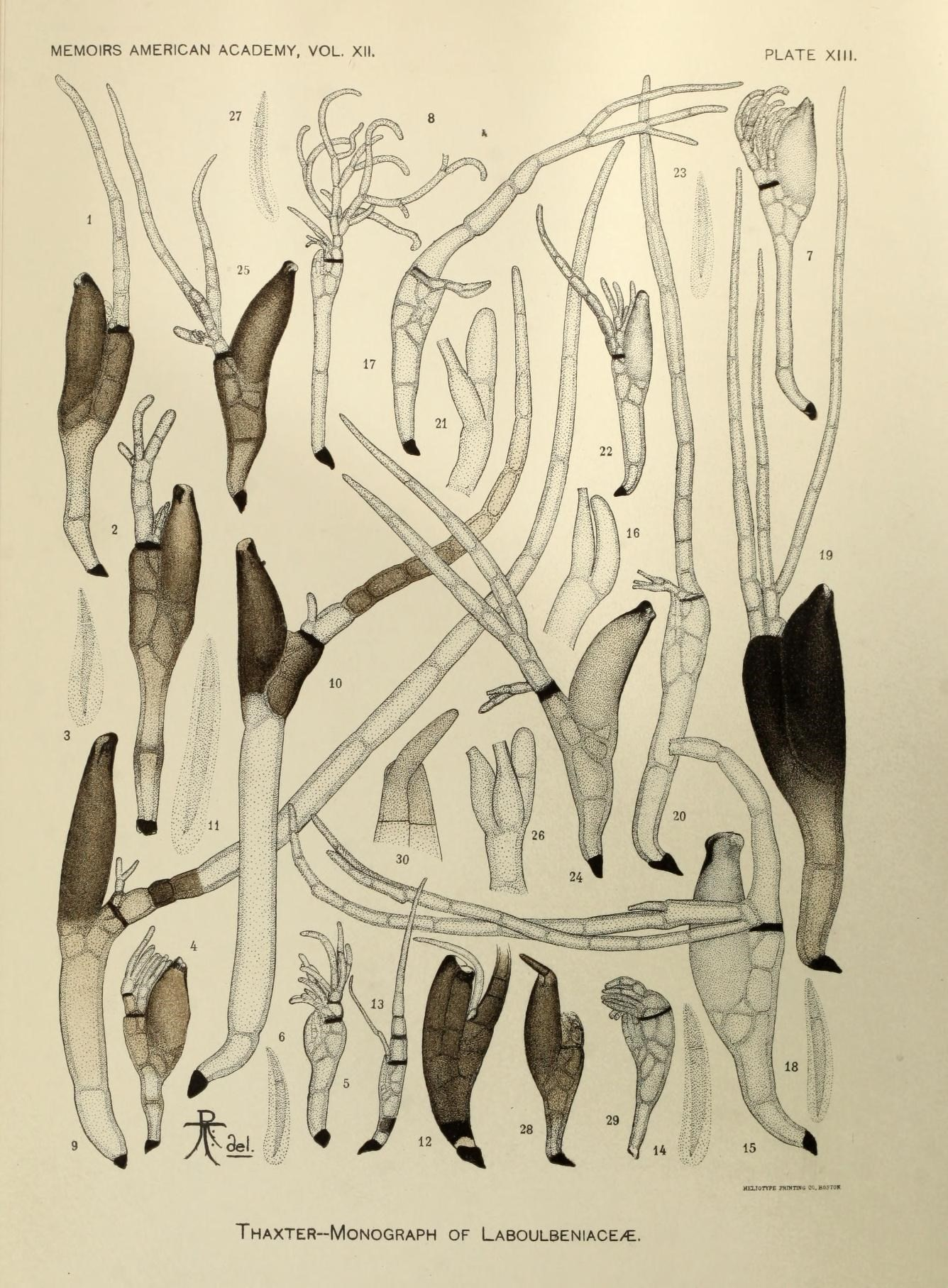
Plecha Laboulbenia casnoniae nr 22, 23 (pozostałe to inne gatunki Laboulbenia)

## Charakterystyka
Grzyb entomopatogeniczny, pasożyt zewnętrzny owadów. Notowany na chrząszczach (Coleoptera) z rodziny biegaczowatych (Carabidae) należących do rodzajów Demetrias, Dromius, Metabletus, Microlestes i Casnonia. Nie powoduje ich śmierci i wyrządza im niewielkie szkody.